# Эйдельштейн, Марк Александрович
Марк Алекса́ндрович Эйдельште́йн (род. 18 февраля 2002, Нижний Новгород) — российский актёр. Известность приобрёл после исполнения главной роли в драме «Страна Саша», мировая премьера которой состоялась в феврале 2022 года на Берлинале. Прозван журналистами «российским Тимоти Шаламе». За свою роль в фильме «Анора» номинирован на премию Американской Гильдии киноактёров (2025), а также включён в лонг-лист премии Британской академии в области кино BAFTA (2025).

## Биография
Марк Эйдельштейн родился 18 февраля 2002 года в Нижнем Новгороде. Имеет еврейское происхождение. У него есть младший брат Матвей (род. 2006). Его мать — Олеся Валерьевна Эйдельштейн, преподаватель сценической речи в Нижегородском театральном училище имени Евстигнеева, куда юноша часто сбегал с уроков. Отец — Александр Эйдельштейн, журналист и футбольный промоутер, работал в Москве и на Чукотке, позже госслужащий в сфере атомной промышленности.
В 2018 году, ещё школьником, Марк Эйдельштейн прошёл региональный отбор конкурса юных чтецов «Живая классика» и попал на всероссийский финал, проходивший в «Артеке». Там он познакомился с деканом актёрского факультета ГИТИСа Тарасом Белоусовым, который посоветовал молодому таланту как можно скорее заканчивать школу и поступать в театральный вуз.
В 2019 году окончил школу экстерном и поступил в Школу-студию МХАТ (мастерская Брусникиной и Щедрина), которую окончил в 2023 году. В том же году поступил в аспирантуру Нижегородского государственного университета им. Н. И. Лобачевского, группа специальностей 5.9. Филология.
В 2021 году в онлайн-кинотеатре Kion вышел альманах музыкальных короткометражных фильмов о подростках «Шестнадцать+». Главными героями десятой новеллы «Я не боюсь» стали Марк Эйдельштейн и Илларион Маров. В том же году снялся в драмеди «Первый снег», ставшим полнометражным дебютом Наталии Кончаловской — дочери Андрея Кончаловского.
В 2022 году ему досталась одна из главных ролей — Юрия, 16-летнего внука настоятеля монастыря, в сериале «Монастырь».
В 2023 году сыграл Колю Герасимова в фильме «Сто лет тому вперёд», а также приступил к съёмкам биографического фильма «Витринный экземпляр», где исполнил главную роль — математика Григория Перельмана в юности.
В 2024 году снялся в фильме «Анора» американского режиссёра Шона Бейкера, который на 77-м Каннском кинофестивале удостоился «Золотой пальмовой ветви», а 2 марта 2025 года фильм получил пять статуэток «Оскар», в том числе как «Лучший фильм».
В январе 2025 года Американской Гильдией киноактёров номинирован на премию в категории «Лучший актёрский состав» вместе со своими коллегами по «Аноре» Юрой Борисовым, Майки Мэдисон, Кареном Карагуляном, Ваче Товмасяном и Алексеем Серебряковым.
Был включён в лонг-лист премии Британской академии в области кино BAFTA (2025).
В марте 2025 года Марк Эйдельштейн подписал контракт с американским агентством William Morris Endeavor.

## Фильмография
| Год  |   | Название                        | Роль                        |
| ---- | - | ------------------------------- | --------------------------- |
| 2020 | с | Сама дура                       | Слава                       |
| 2021 | ф | Краш                            | Мистер Дюки                 |
| 2021 | ф | Первый снег                     | Паша                        |
| 2021 | с | Шестнадцать +                   | Фил                         |
| 2022 | с | Смычок (телесериал)             | Арсений                     |
| 2022 | ф | Страна Саша                     | Саша                        |
| 2022 | с | Монастырь                       | Юра                         |
| 2023 | ф | Праведник                       | Моше Таль                   |
| 2024 | ф | Сто лет тому вперёд             | Коля Герасимов              |
| 2024 | ф | Надо снимать фильмы о любви     | Марк                        |
| 2024 | ф | Витринный экземпляр             | Григорий Перельман в юности |
| 2024 | ф | Анора                           | Иван                        |
| 2024 | ф | Жар-птица                       | Манди                       |
| 2024 | с | Фарма                           | Антон                       |
| 2025 | ф | Наступит лето                   | Дэн                         |
| 2025 | с | Путешествие на солнце и обратно | Ласло                       |

## Награды
- 2022 — Приз имени Юла Бриннера на 19-м фестивале «Меридианы Тихого» за роль в фильме «Страна Саша»[20][21].
- 2024 — Премия «Аванс» журнала «КиноРепортёр» в рамках 46-го Московского международного кинофестиваля[22] за роли в фильмах «Праведник» и «Сто лет тому вперёд»[23].

| Год        | Награда                 | Категория | Работа    | Результат |
| ---------- | ----------------------- | --------- | --------- | --------- |
| 2025       |                         |           |           |           |
| SAG Awards | Лучший актёрский состав | «Анора»   | Номинация |           |